# Anomoiodon
Anomoiodon is een geslacht van uitgestorven procolophonide parareptielen uit afzettingen uit het Vroeg-Trias van Thüringen, Duitsland. 
Het is alleen bekend van het holotype MB.R.3539B en paratype MB.R.3539A, twee in verband liggende, driedimensionaal geconserveerde gedeeltelijke skeletten op één blok die twee individuen vertegenwoordigen. Het holotype omvat een bijna volledige schedel en onderkaak. Het blok werd verzameld uit de onderste laag van de Chirotherium-zandsteen-afzetting (Midden-Bundsandstein) van de Solling-formatie, daterend uit het faunale Vroeg-Olenekien van het Vroeg-Trias, ongeveer 249-247 miljoen jaar geleden. 
Het werd benoemd in 1939 door Friedrich von Huene en de typesoort is Anomoiodon liliensterni.  De geslachtsnaam is afgeleid van het Grieks anomoios, 'ongelijksoortig', en odoon, 'tand', een verwijzing naar de extreem grote driehoekige maxillaire en achterste dentaire tanden. De soortaanduiding eert graaf Hugo Rhuele von Lilienstern, de Duitse paleontoloog.
Anomoiodon werd zo'n twintig centimeter lang. De tanden waren zo enorm dat er maar weinig van in de kaken passen.
Laura K. Säilä, die Anomoiodon in 2008 herbeschreef, ontdekte dat het een leptopleuronine was met behulp van een fylogenetische analyse. De meest recente analyse, uitgevoerd door Ruta et al. (2011) vonden dat het in plaats daarvan een procolophonine was. Uit beide analyses bleek echter dat het het nauwst verwant is aan de Russische procolophonid Kapes.